# Storelva (Ringerike)
Storelva (deutsch wörtlich „Großer Fluss“) ist ein 16 km langer Fluss in der Kommune Ringerike der südnorwegischen Provinz (Fylke) Buskerud.
Die Storelva beginnt in der Stadt Hønefoss mit dem Zusammenfluss der Ådalselva und der Randselva. Ab hier bilden sie gemeinsam die Storelva, die weiter Richtung Süden fließt, bis sie etwa neun Kilometer weiter in den Tyrifjordsee mündet.

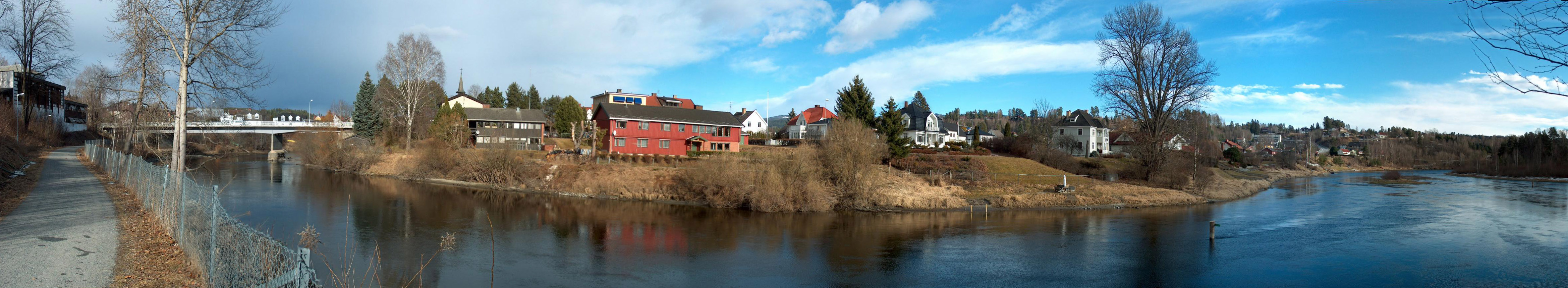
Bei Hønefoss wird aus der Randselva (links) die Storelva (rechts).
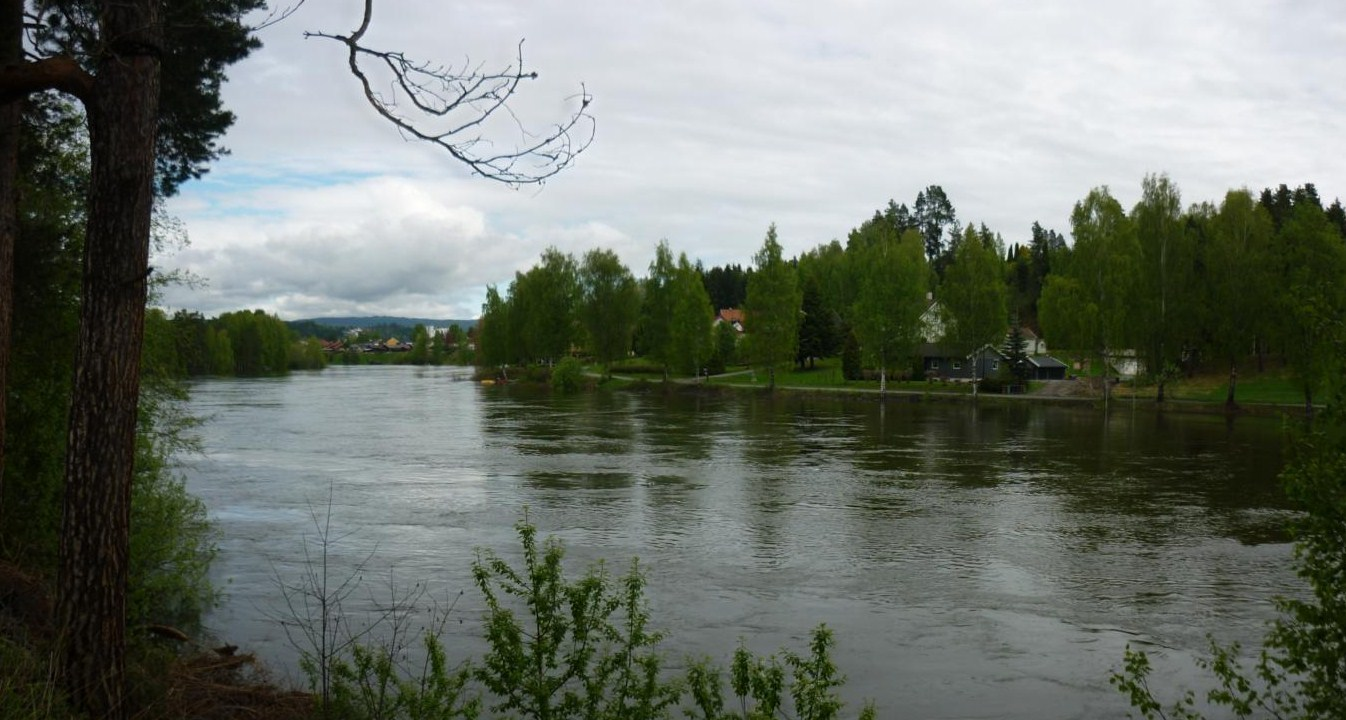
Flusslandschaft der Storelva.
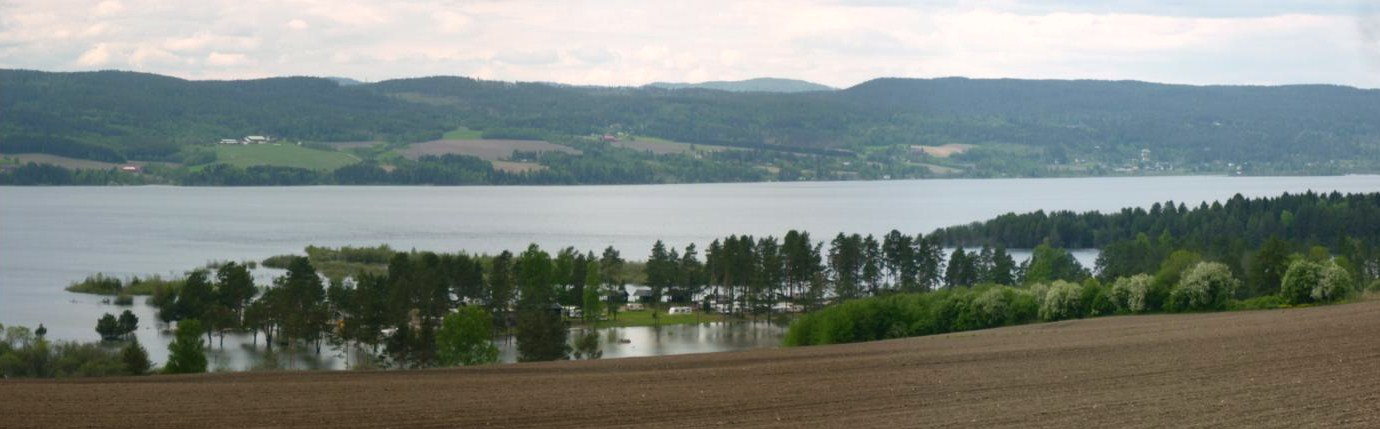
Mündung der Storelva in den Tyrifjord.